# كفر طحوريا
كفر طحوريا إحدى قرى مركز شبين القناطر التابع لمحافظة القليوبية بجمهورية مصر العربية.

## السكان
بلغ عدد سكان كفر طحوريا 2,233 نسمة، حسب الإحصاء الرسمي لعام 2006.